# Aeroportul Internațional Sihanoukville
Aeroportul Internațional Sihanoukville (IATA: KOS, ICAO: VDSV) este un aeroport din Prey Nob District⁠(d), Sihanoukville, Cambodgia ce deservește zona Sihanoukville⁠(d). Aeroportul a fost tranzitat în 2022 de 39.000 de pasageri. A fost numit după zona deservită.
Situat la o altitudine de 12 m, aeroportul dispune de 1 pistă.

## Infrastructură

### Piste
Aeroportul dispune de o singură pistă. Pista 03/21 are suprafața de asfalt și dimensiunile 2.500 m × 45 m. 